# Beclabito (Novo México)
Beclabito é uma Região censo-designada localizada no estado americano de Novo México, no Condado de San Juan.

## Demografia
Segundo o censo americano de 2000, a sua população era de 339 habitantes.

## Geografia
De acordo com o United States Census Bureau tem uma área de 
19,4 km², dos quais 19,4 km² cobertos por terra e 0,0 km² cobertos por água. Beclabito localiza-se a aproximadamente 1699 m acima do nível do mar.

## Localidades na vizinhança
O diagrama seguinte representa as localidades num raio de 44 km ao redor de Beclabito. 